# Hélène Van Herck

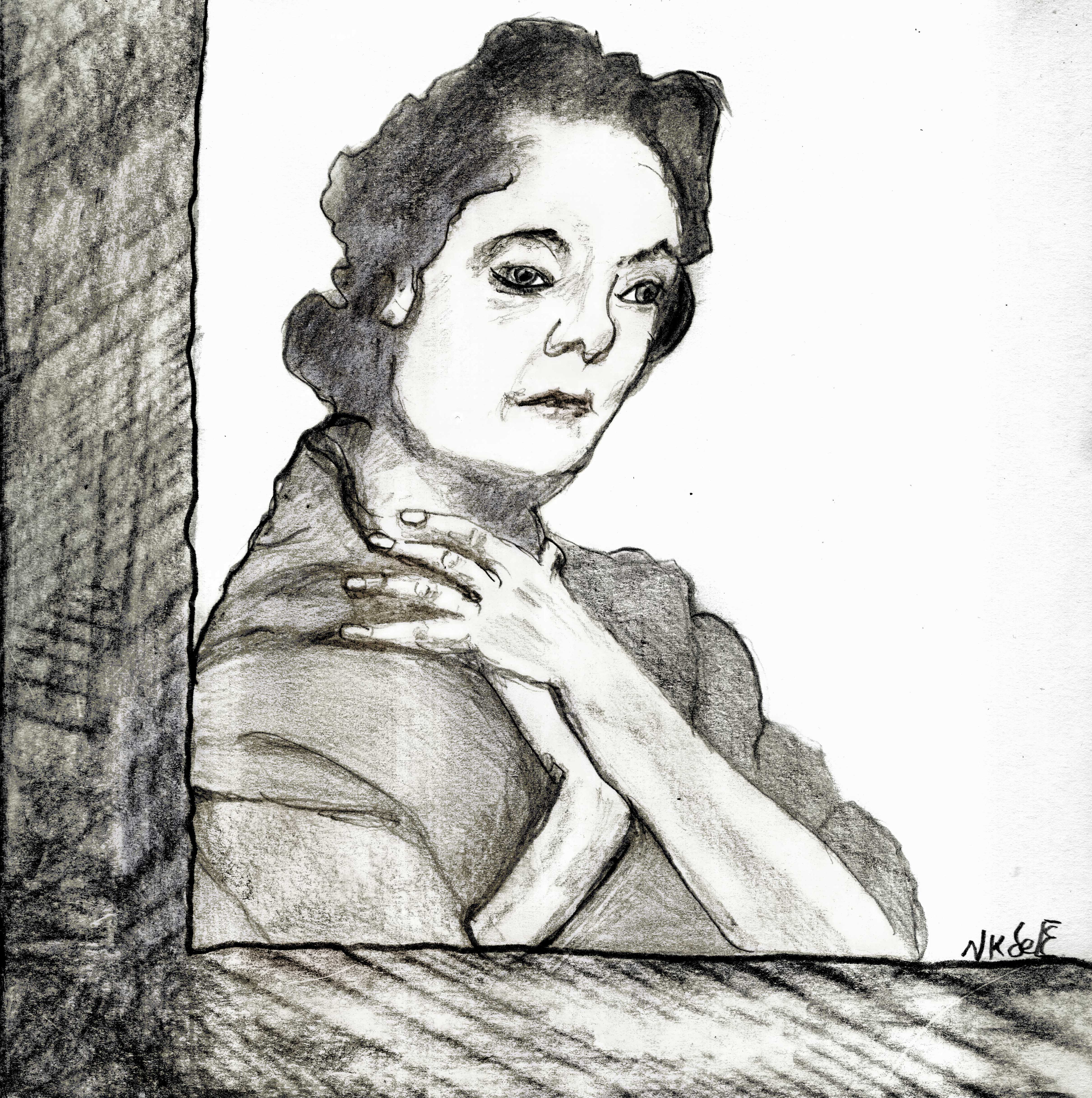
portret van Hélène Van Herck.pencil drawing released in the Public Domain by the Neue Kathedrale des erotischen Elends @CAD

Hélène Van Herck (20 juli 1908 - Antwerpen, 22 december 1993) was een Vlaams actrice.

## Levensloop
Hélène Van Herck speelde in 1927 haar eerste rollen in de Koninklijke Nederlandse Schouwburg in Antwerpen. Hier bleef ze, met tussenpozen, actief tot 1970. 
In 1938 vertrok regisseur Joris Diels toen hij de directeurspositie van de KNS niet kreeg. Hij richtte vervolgens Het Gezelschap Joris Diels op, waarin Van Herck samen op het podium stond met onder andere  Ida Wasserman, Jos Gevers en Ben Royaards.
In 1968 speelde Van Herck de rol van Penelope in "Helena op Ithaka", het eerste toneelstuk geschreven door Marnix Gijsen.
Later dat jaar ontving ze het laureaat van de Theatronprijs. 
Hélène Van Herck was te horen in diverse radio-uitzendingen op de Vlaamse radio van het Nationaal Instituut voor de Radio-omroep, waar ze poëzie voorlas en rollen had in hoorspelen. Ook speelde ze in een twintigtal televisie- en filmproducties onder meer samen met acteurs als Gella Allaert, Johan Kaart en Jan Decleir.
Van Herck was de moeder van actrice en regisseuse Ivonne Lex (1927-1996) en was getrouwd met de Vlaamse musicus en auteur Paul Douliez (1905-1989). Na haar overlijden werd ze gecremeerd en uitgestrooid op het Schoonselhof in Antwerpen.